# Рана Дасгупта
Рана Дасгупта (на английски: Rana Dasgupta) е британски романист и есеист от индийски произход. Израства в Кеймбридж и учи в Бейлиъл Колидж, Оксфорд, в Conservatoire Darius Milhaud, Екс-ан-Прованс и в Уискънсинския университет, Медисън, САЩ. Живее в Делхи, Индия.
Първият му роман „Токио: полет отменен“ (Tokyo Cancelled) от 2005 година е изследване на движещите сили на глобализацията и преживяванията, свързани с нея. Построен като съвременна версия на Кентърбърийските разкази на Чосър, романът представя тринадесет пътници, принудени да останат на едно летище за едно денонощие, с техните тринадесет истории от различни градове по света, напомнящи на модерни сюрреалистични и митични приказки за персонажи от началото на 21 век: милиардери, филмови звезди, пътуващи общи работници, незаконни имигранти и моряци. Романът е включен в списъка с номинации за приза „John Llewellyn Rhys“ за 2005 година.
Вторият роман на Дасгупта, „Соло“ (Solo) от 2009 година е епична приказка от 20-и и 21 век, разказана през погледа на един стогодишен българин с необичайното име Улрих. Постигнал малко в живота си през 20 век, столетникът се впуска в дълго и пророческо бленуване за 21-вото столетие, през което всички идеологически експерименти на предходния век са свършили и живот отвъд утопията живеят изумителни персонажи. За този роман Дасгупта печели наградата на писателите на Британската общност на народите (Commonwealth Writers' Prize) на стойност 10 хиляди лири. За този роман Салман Рушди казва, че е „изключителна и завладяваща странност, който нарежда автора си сред най-неочакваните и оригинални автори на своето поколение“ и сравнява Рана Дасгупта с Габриел Гарсия Маркес и Джонатан Сафран Фоер.  Първият превод на книгата на чужд език е направен на български от Алена Ликова и е издаден от ИК „Жанет 45“.